# Recondita armonia
Recondita armonia — ария из оперы Джакомо Пуччини «Тоска». Либретто Луиджи Иллики и Джузеппе Джакозы по одноименной драме Викторьена Сарду (1887). Её поет главный герой, Марио Каварадосси, который, работая в церкви над изображением святой Марии Магдалины, сравнивает её со своей возлюбленной.

## Известные исполнители
Первым исполнителем роли Марио Каварадосси был Эмилио де Марчи в 1900 году. Эту знаменитую арию исполняли сотни теноров, среди которых Беньямино Джильи, Энрико Карузо, Пласидо Доминго, Лучано Паваротти, Франко Корелли, Юсси Бьёрлинг, Хосе Каррерас, Сергей Лемешев (на русском языке).